# Karabin maszynowy Maxim wz. 1910
Maxim wz. 1910 (ros. 7,62 станковый пулемет системы Максима образца 1910 года) – rosyjski/radziecki ciężki karabin maszynowy. Jedna z wielu wersji karabinu maszynowego Hirama Maxima.

## Historia konstrukcji
Pierwsze ciężkie karabiny maszynowe dla Armii Imperium Rosyjskiego zakupiono w 1897 roku w zakładach Maxima w Anglii. Zakupione ckmy po raz pierwszy zostały użyte w czasie wojny z Japonią w 1904 roku. Był to pierwszy konflikt, w którym obie strony dysponowały karabinami maszynowymi (Japończycy używali ckmów Hotchkiss). Oceny skuteczności nowej broni były tak entuzjastyczne, że postanowiono zakupić licencję ckmu Maxima.
Produkowany w Tule ckm oznaczono jako wz.1905. Po paru latach został on zmodyfikowany. Modyfikacje miały na celu uproszczenie produkcji. Najbardziej widoczna była nowa chłodnica wykonana z tłoczonej falistej blachy (wz. 1905 miał chłodnicę gładką, mosiężną). Broń wyposażono także w odrzutnik, który poprawił niezawodność ckmu. Tak zmodyfikowany ckm został oznaczony jako Maxim wz. 1910 (w rzeczywistości był produkowany od 1912 roku).
W trakcie I wojny światowej armia rosyjska używała zarówno ckmów wz. 1905, jak i wz. 1910. Oba ckmy były także powszechnie używane w czasie rewolucji październikowej i późniejszej wojny domowej.
W Związku Radzieckim Maxim wz. 1910 był produkowany nadal bez większych zmian konstrukcyjnych. Jedynymi widocznymi zmianami było wprowadzenie w latach dwudziestych nowej, uproszczonej podstawy konstrukcji Sokołowa i przeskalowanie na początku lat trzydziestych celowników związane z wprowadzeniem nowej wersji naboju 7,62 × 54 mm R z pociskiem ciężkim, mającym lepsze parametry balistyczne przy strzelaniu na duże odległości (ta odmiana jest czasem oznaczana jako Maxim wz. 1910/30). Jednak już w latach dwudziestych zdawano sobie sprawę, że ckm Maxim wz. 1910 jest przestarzały.
Szczególnie kłopotliwa była jego produkcja. Nie dość, że niemal wszystkie części były frezowane, to jeszcze nie były w pełni zamienne (każdy ckm był po złożeniu testowany, a następnie części były ręcznie pasowane przez rusznikarza).
Dlatego w 1928 roku ogłoszono konkurs na nowy ckm. Wygrał go Wasilij Diegtiariow i jego ckm przyjęty do uzbrojenia w 1939 roku jako DS-39 (przez całe lata trzydzieste trwało udoskonalanie konstrukcji). Po uruchomieniu produkcji DS-39 produkcję Maxima wz. 1910 wstrzymano. Jednak próbna eksploatacja ckmu Diegtiariowa w jednostkach wykazała, że jest on nadal bardzo zawodny. Dlatego po ataku niemieckim na ZSRR, w czerwcu 1941 roku, produkcję Maxima wz. 1910 wznowiono. Zaprzestano jej dopiero po rozpoczęciu masowej produkcji ckmu SG-43.

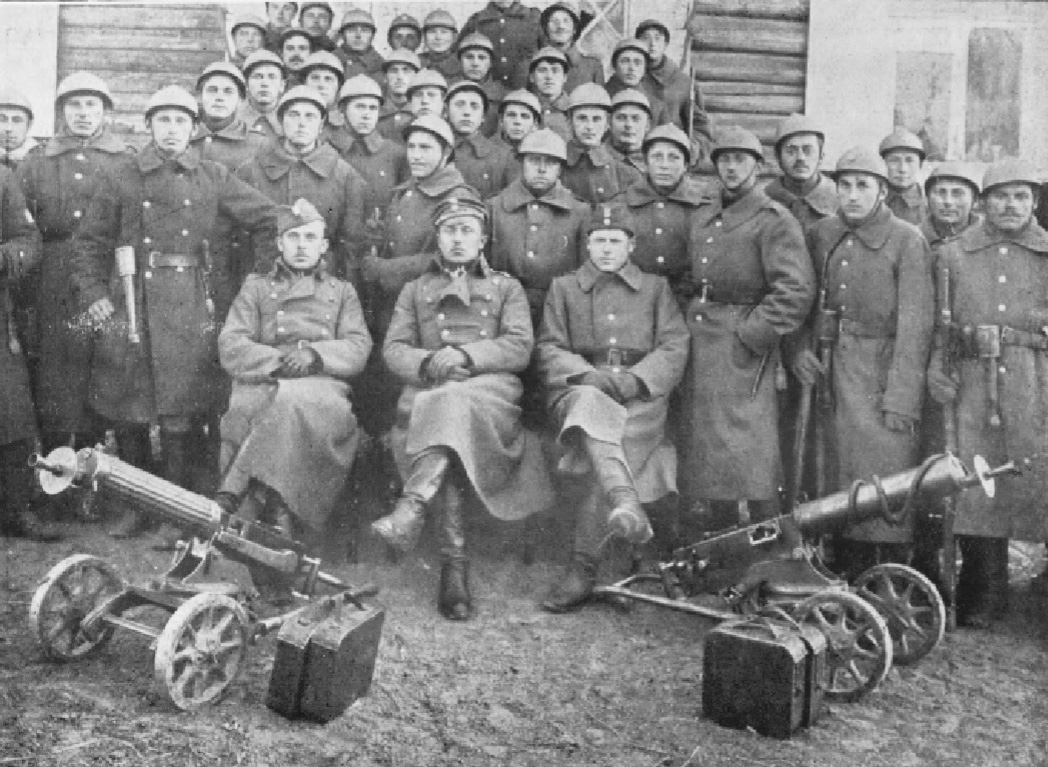
2-ga kompania km 85 pp w Leplu, na pierwszym planie widoczne dwa karabiny maszynowe Maxim

Ckm Maxim wz. 1910 znajdował się także na uzbrojeniu Wojska Polskiego. Po odzyskaniu niepodległości w 1918 ckm-y wz. 1910 były jednym z podstawowych typów broni maszynowej używanej przez polską armię. Po przyjęciu w 1922 roku jako standardowej amunicji karabinowej naboju 7,92 × 57 mm Mauser podjęto w Polsce próby przystosowania ckm-u wz. 1910 do strzelania tym nabojem. Efektem tych prac był ckm Maxim wz. 1910/28 zasilany amunicją 7,92 mm. Do modernizacji wykorzystywano części ckm-ów MG08. Maxim wz. 10 był także podstawowym typem ciężkiej broni maszynowej jednostek polskich utworzonych w ZSRR po 1943 r. i Wojska Polskiego po II wojnie światowej aż do 1953 roku, kiedy zaczęto je zastępować przez SG wz.43 (w 1950 roku było ich w wojsku 2503).

Karabin Maxima jest lub był stosowany przez żołnierzy armii Ukraińskiej podczas walk po inwazji rosyjskiej.

## Konstrukcje pochodne
- MT (Maxim-Tokariew) wz. 1925 – lekki karabin maszynowy z lufą chłodzoną powietrzem. Produkowany w latach 1926–1927 w liczbie 2450 egzemplarzy. Wycofany po wprowadzeniu do produkcji ręcznego karabinu maszynowego DP.

- PW-1 (Maxim-Nadaszkiewicz) wz. 1928 – lotniczy karabin maszynowy. Używany jako karabin maszynowy pilota (np. w samolotach myśliwskich I-15bis). Produkowany w latach 1926–1940 w liczbie 17 800 egzemplarzy.

## Opis konstrukcji

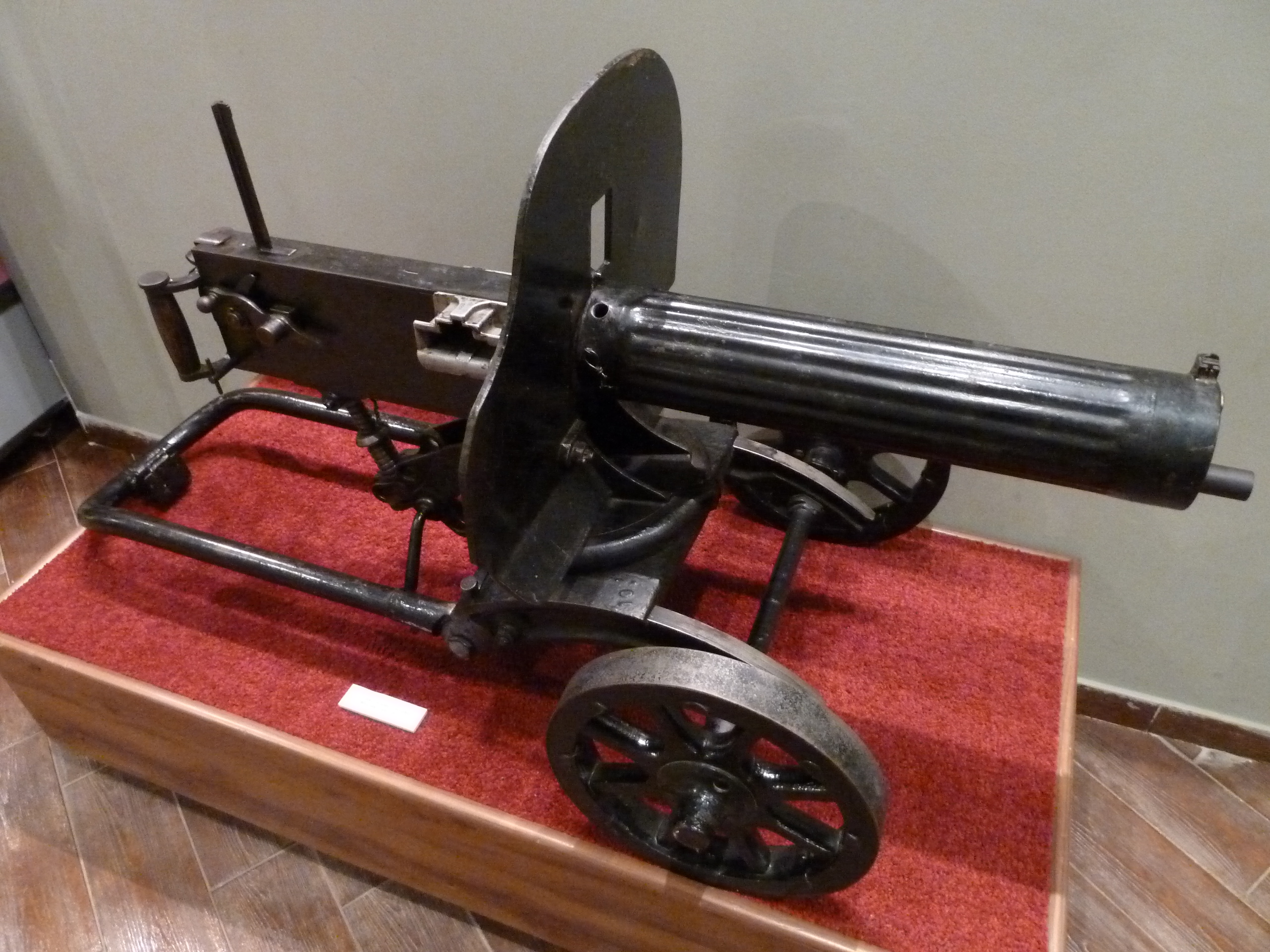
Maxim wz. 1910

Ciężki karabin maszynowy Maxim wz. 1910 był zespołową bronią samoczynną. Zasada jego działania oparta była na krótkim odrzucie lufy. Ryglowanie układem kolankowo-dźwigniowym. Mechanizm spustowy umożliwiał tylko ogień ciągły. Zasilanie taśmowe (taśma ciągła, parciana). Przeładowanie obrotową rączką zamkową. Maxim wz. 1910 posiadał lufę niewymienną, chłodzoną wodą, zakończoną odrzutnikiem. Przyrządy celownicze składały się z muszki stałej i nastawnego celownika ramkowego. Wyposażony był w podstawę kołową konstrukcji Sokołowa z tarczą ochronną.